# 伊沃爾金斯克區

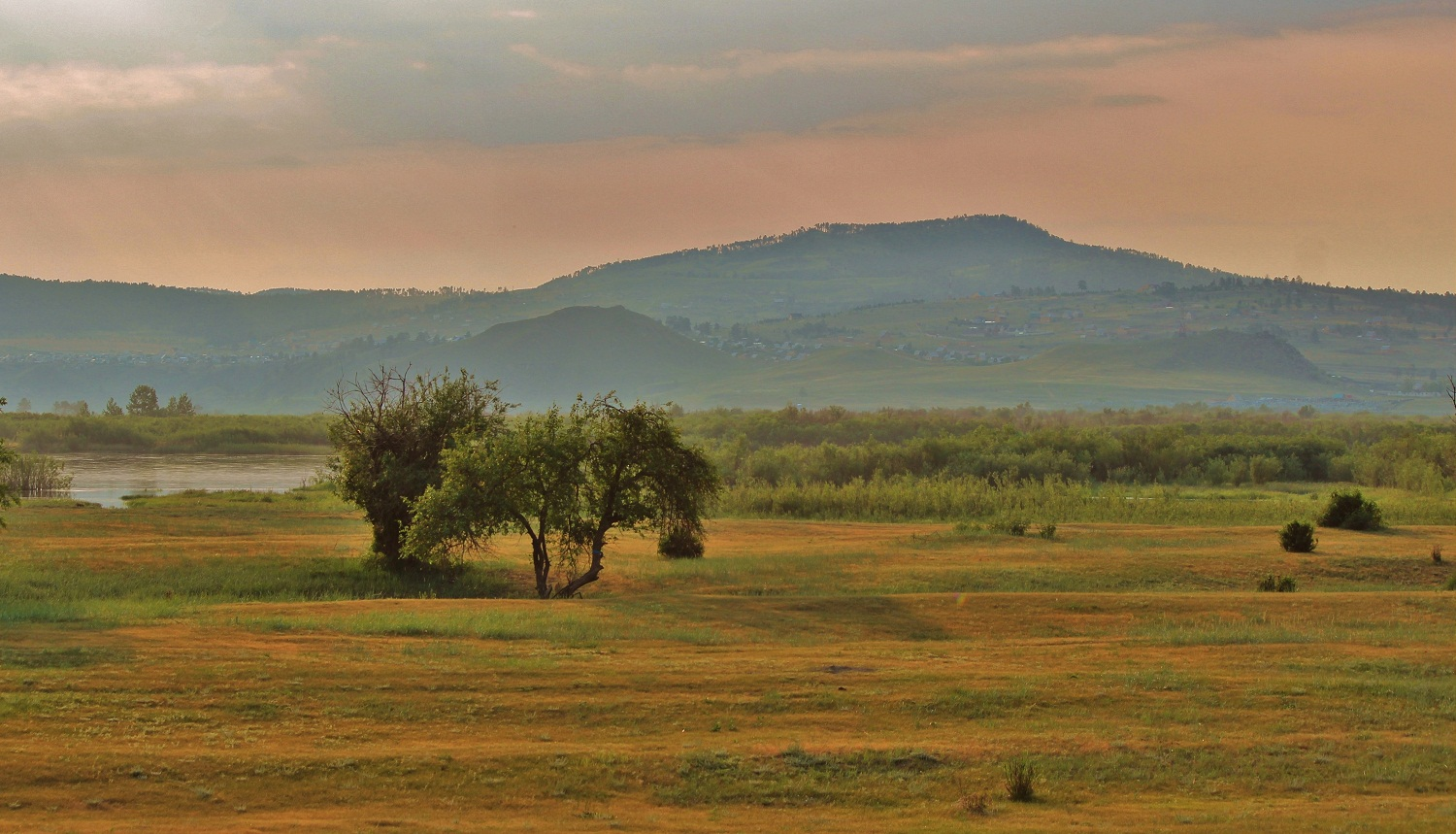

51°45′N 107°17′E / 51.750°N 107.283°E
伊沃爾金斯克區（俄语：Иволгинский район），是俄羅斯的一個區，位於該國南部，由布里亞特共和國負責管轄，始建於1939年8月25日，面積2,660平方公里，2010年人口37,983，人口密度每平方公里14.28人。